# Organisation centrale des employés

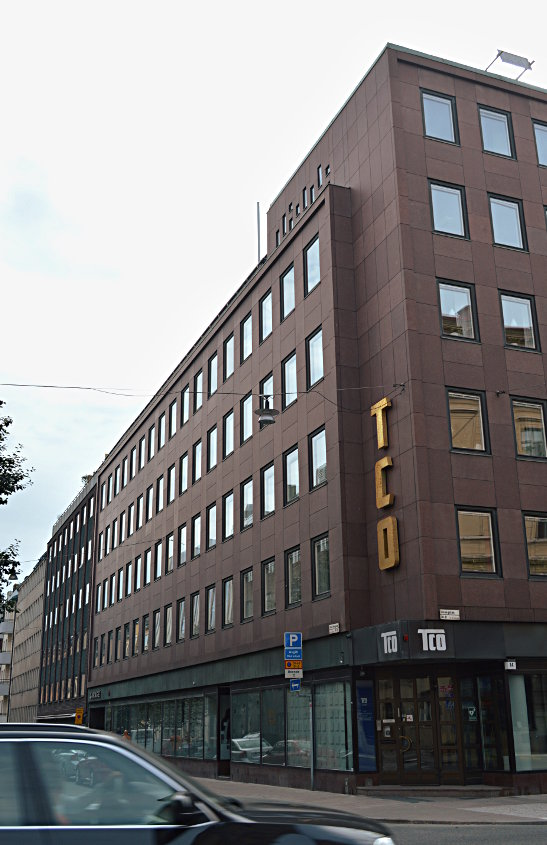
TCO à Stockholm.

La Tjänstemännens Centralorganisation (TCO - Organisation centrale des employés) est une confédération syndicale suédoise affiliée à la Confédération européenne des syndicats et à la Confédération syndicale internationale.